# La Plata (álbum)
La Plata é o sexto álbum de estúdio da banda mineira Jota Quest, lançado no dia 26 de outubro de 2008. O álbum foi gravado no estúdio da banda em Belo Horizonte e produzido por Liminha. O canadense Ashley Slater, um dos criadores da banda Freak Power, passou uma semana gravando com Jota Quest no estúdio Minério de Ferro em Belo Horizonte. O álbum vendeu 80 mil cópias.

## Recepção
O álbum recebeu em sua maioria, críticas positivas.
Maurício Kenzil do Canal Pop disse que:
| “ | “La Plata”, oitavo álbum na discografia do grupo, traz a mistura do Rock com a música eletrônica que, repensando na carreira ou não, deve no mínimo manter a enorme popularidade da banda. A razão é simples: o Jota Quest é naturalmente Pop!. Produzido por Liminha, o álbum foi feito de maneira calma e tranqüila, sem pressa, e valoriza o que a banda tem de melhor: o talento nato para criar melodias Funk Pop, simples e fáceis (no bom sentido) para “eu, você e todo mundo cantar junto”. Destaques para a faixa de abertura e que dá título ao trabalho “La Plata”, o primeiro ‘single’ do álbum, “Ladeira” (lembra muito Jorge Benjor), “Hot To Go” e “Paralelepípedo”, que trazem a participação do trombonista Ashley Slater, esta última sendo a mais ousada do ‘track list’, fugindo da sonoridade típica da banda. “La Plata” é um ótimo álbum que, assim como outros do grupo, atesta a vocação Pop da banda. | ” |

O critico Sidney Rezende do Esquina da Música disse que:
| “ | Em "La Plata", o Jota Quest volta a atacar com uma sonoridade rock-soul-funk-disco irresistível. E isso fica claro em faixas como "Tudo Me Faz Lembrar", uma das melhores do álbum, "Ladeira" (que conta com um tecladinho esperto), "Paralelepípedo" e a faixa-título, que com a sua ingênua letra, o refrão pegajoso e a ótima levada de baixo, pode ser transformada em um dos grandes hits do Jota Quest. Canções de cunho mais pop também fazem parte de "La Plata". A eletrônica "Seis e Trinta" (que tem um quê de "Balada do Amor Inabalável", dos seus conterrâneos do Skank) já pode ser considerada uma das grandes faixas pop compostas nesse ano no Brasil. Tudo bem que deve ser dado um desconto à fraca letra mas a levada da canção não deixa de ser irresistível por causa disso. Já a pulsante "So Special", com a sua pequena letra em inglês, é daquele tipo de música perfeita para se iniciar um show. Em "O Grito", com a sua sonoridade muito U2 demais, o Jota Quest perde um pouco o pique. Mas a faixa seguinte, "Hot To Go", com participação especial do cantor Ashley Slater, bom o trem bão de volta ao trilho, apesar do riff inicial de guitarra chupado de "Smoke On The Water", da banda Deep Purple. "Vem Andar Comigo" e "Único Olhar" fazem as vezes de "O Vento" ou "Fácil", em "La Plata". Hits certeiros, não chegam a ser canções ruins, mas são dispensáveis ao disco. O sucesso de pelo menos uma delas, entretanto, é líquido e certo. Já "Laptop", faixa-bônus (?!?), chega a ser constrangedora. Além de, musicalmente, ser muito enjoada, a canção conta com uma das piores letras dos últimos tempos: "Eu e você e meu laptop numa casa de vidro / Domingo de manhã / Eu e você e meu laptop e uma taça de vinho / ... / Pra gente escrever e ser e se amar e não ter fim / E rabiscar / Com canetas hidrocor em suas costas / Segredos que você não me contou...". Se existisse uma edição do CD sem a tal faixa-bônus, seria bem melhor... Apesar de alguns escorregões, fato é que em "La Plata", o Jota Quest reencontrou o seu caminho perdido. E isso é muita coisa. Obrigado, Liminha!. | ” |

Mauro Ferreira do Notas Musicais elogiou o álbum, dizendo:
| “ | La Plata faz subir a cotação do Jota Quest na bolsa pop. No nono título de obra já irregular, o sexto de inéditas, o grupo mineiro investe pesado em grooves antenados. Como de hábito, o autoral repertório transita por um mix de pop, soul (diluído), rock e funk. Contudo, soa coeso como em nenhum outro disco do Jota. E a diferença está na produção, dividida por Liminha com a própria banda. Talvez até porque uma questão de honra, já que foi esnobado por Mario Caldato Jr. e Kassin (a dupla de produtores, inicialmente recrutada para pilotar La Plata, pulou fora do barco dias antes da partida), o quinteto apresenta seu disco mais bem produzido. Com direito a uma grande música: Ladeira, primeira parceria da banda com Nelson Motta, de levada pulsante e sinuosa. Até mesmo nas baladas, como a melodiosa Vem Andar Comigo, o resultado soa acima da média do Jota Quest. No todo, os grooves são tão azeitados que fazem passar despercebidos os questionamentos existenciais feitos em O Grito - faixa de maior ambiência roqueira - e a menor inspiração de uma ou outra faixa, caso da funkeada Tudo me Faz Lembrar Você. Há que se fazer justiça e destacar também a evolução das letras. Neste quesito, Paralelepídedo é destaque com seu jogo lúdico de palavras. Em disco turbinado com muitos efeitos eletrônicos, a exemplo da faixa So Special (reapresentada também como bônus numa versão mixada pelo trompetista Ashley Slater, convidado de três faixas), o Jota Quest consegue fazer pop de bom nível. Seis e Trinta, por exemplo, está entre as melhores composições do grupo. Somente o preconceito dos críticos mais resistentes a nomes populares pode impedir o reconhecimento de que La Plata sinaliza upgrade conceitual no som do grupo. | ” |

## Faixas
1. La Plata
2. Ladeira (feat. Nelson Motta)
3. Seis e Trinta
4. Tudo Me Faz Lembrar Você
5. So Special
6. Paralelepípedo
7. Único Olhar
8. O Grito
9. Hot to Go (feat. Ashley Slater)
10. Nobody's Watching
11. Vem Andar Comigo
12. Laptop (faixa bônus)
13. So Special (Ashley Slater Special Mix) (faixa bônus)

| Críticas profissionais | Críticas profissionais |
| Avaliações da crítica  | Avaliações da crítica  |
| Fonte                  | Avaliação              |
| ---------------------- | ---------------------- |
| Canal Pop              | link                   |
| Esquina da Música      | link                   |
| Notas Musicais         | link                   |

## Singles
1. La Plata (lançado em 2 de Outubro de 2008)
2. Vem Andar Comigo (lançado em 4 de dezembro de 2008)
3. Seis e Trinta (lançado em julho de 2009)
4. Único Olhar (lançado em 27 de novembro de 2009)
5. Tudo Me Faz Lembrar Você  (lançado em novembro de 2010 para o filme Muita Calma Nessa Hora)